# 匍生麴黴
匍生麴黴（学名：Aspergillus reptans）为髮菌科麴菌屬下的一个种。

## 扩展阅读
- 維基物種上的相關：匍生麴黴